# HSPA1B
HSPA1B（heat shock protein family A (Hsp70) member 1B）またはHSP70-2はHsp70ファミリーのタンパク質であり、イントロンを持たないHSPA1B遺伝子にコードされる。HSPA1B遺伝子は6番染色体短腕のMHCクラスIII遺伝子領域内に、2つのパラログ遺伝子HSPA1A、HSPA1Lとともにクラスターとして存在する。HSPA1A遺伝子とHSPA1B遺伝子のDNA配列に存在するわずかな差異は、ほぼ同義置換や3' UTRに位置するものであるため、両遺伝子からはほぼ同一なタンパク質HSPA1AとHSPA1Bが産生される。同領域に位置する3つ目のパラログであるHSPA1Lは、他の2つと90%が相同である。

## 機能
HSPA1Bはシャペロンタンパク質であり、他の熱ショックタンパク質やシャペロンタンパク質と協働して細胞内の他のタンパク質のコンフォメーションを安定化し、ストレスによる凝集から保護することで、プロテオスタシスを維持する。また、Hsp70はタンパク質に対するシャペロン作用とは独立に、アデニンとウラシルに富むmRNAに結合して安定化することが示されている。Hsp70は結合したATPがADPへ加水分解されることで基質を強固に結合するようになる。この加水分解の促進にはカリウムイオンを必要とする。
HSPA1Bは雄性生殖細胞系列の減数分裂時に特異的に発現しており、そこではCDC2とサイクリンB1との複合体の形成に必要である。またその後の段階では、精原細胞に運動性をもたらす特殊なカルシウムイオンチャネルであるCatSper複合体へ組み込まれる。

## 臨床的意義
マウスではHSPA1Bの発現が損なわれた際には、CDC2がサイクリンB1とヘテロ二量体を形成し減数分裂細胞の細胞周期をS期以降へ進行させることができなくなるため、不妊が観察される。
卵巣がん、膀胱尿路上皮がん、乳がんにおいて、形質転換腫瘍細胞でのHSPA1Bの発現は迅速な増殖、転移、アポトーシス阻害へ関与していることが示唆されている。HSPA1Bのヌクレオチド1267番のSNPは慢性B型肝炎やC型肝炎の患者の肝細胞がん発症リスクを高める。

## 相互作用
HSPA1Bは次に挙げる因子と相互作用することが示されている。